# Elachypteryx
Elachypteryx is een geslacht van vlinders van de familie van de grasmotten (Crambidae), uit de onderfamilie van de Musotiminae. De wetenschappelijke naam en de beschrijving van dit geslacht zijn voor het eerst gepubliceerd in 1908 door Alfred Jefferis Turner.

## Soorten
- Elachypteryx callidryas (Turner, 1922)
- Elachypteryx erebenna Turner, 1908